# Strophius (mythologie)
Strophius (Oudgrieks) is een naam uit de Griekse mythologie die op verschillende (fictieve) personen kan slaan:
- De vader van Scamandrius.[1]
- Een van de zonen van Crissus en Antiphateia en de man van Cydragora, Anaxibia of Astyochei. Hij was de vader van Astydameia en Pylades.[2]
- Een zoon van Pylades en Elektra.[3]